# The Skeleton Key (singolo)
The Skeleton Key è un singolo del gruppo musicale olandese Epica, pubblicato il 3 maggio 2021 come quarto estratto dall'ottavo album in studio Omega.

## Promozione
Il 26 febbraio, in contemporanea alla pubblicazione dell'album Omega, è stato diffuso il video di The Skeleton Key, girato dallo stesso team di Abyss of Time - Countdown to Singularity.
Il 3 maggio il brano è stato pubblicato come singolo in formato CD, allegato alla rivista brasiliana Roadie Crew e contenente nella lista tracce anche i singoli Abyss of Time - Countdown to Singularity e Freedom - The Wolves Within, nonché tre brani eseguiti dal vivo presso lo Zénith di Parigi.

## Tracce
1. The Skeleton Key – 5:06
2. Abyss of Time - Countdown to Singularity – 5:22
3. Freedom - The Wolves Within – 5:39
4. Beyond the Matrix (Live at Le Zenith, Paris) – 7:08
5. Consign to Oblivion (Live at Le Zenith, Paris) – 9:40
6. Dancing in a Hurricane (Live at Le Zenith, Paris) – 5:50

## Versione diOmega Alive
Il 7 ottobre settembre 2021 è stata pubblicata una versione dal vivo del brano come secondo singolo dal terzo album dal vivo Omega Alive.

### Tracce
1. The Skeleton Key (Omega Alive) – 5:05
2. Unchain Utopia (Omega Alive) – 4:47
3. The Skeleton Key – 5:06
4. Unchain Utopia – 4:45